# IC 1338
IC 1338 је спирална галаксија у сазвјежђу Јарац која се налази на листи објеката дубоког неба у Индекс каталогу.
Деклинација објекта је - 16° 29' 32" а ректасцензија 20h 56m 57,7s. Привидна величина (магнитуда) објекта IC 1338 износи 14,9 а фотографска магнитуда 15,7. IC 1338 је још познат и под ознакама NPM1G -16.0516, IRAS 20541-1641, PGC 140938.